# 一関市立中里中学校
一関市立中里中学校（いちのせきしりつ なかさとちゅうがっこう）は、岩手県一関市中里にあった公立中学校。2015年3月を以って一関市立磐井中学校への統合に伴い、閉校した。

## 概要・歴史
第二次世界大戦後の1947年4月、学制改革により中里村立中里中学校として開校した。翌年には市制施行により一関市立中里中学校へ改称され、閉校時までこの校名が使われた。開校当初は他の学校と校舎を併用していたが、1953年に大平山にて普通教室12室を含む計23室を構える独立校舎を落成し、移転した。講堂（体育館）やその他教室は翌年以降に増設された。学区は一関市の市街地が含まれていたが、本校は一関市立中里小学校脇から入った山の中腹に立地している関係上、周囲一帯は森林に囲まれていた。1958年には学校林が設置され、1967年に環境緑化実験校に指定されてからは数々の緑化コンクールなどで受賞を果たしている。
その他にも多方面から表彰されており、1989年の読売全国小中学校作文では「全国特選表彰」、1990年の小さな親切では「全国表彰」、1992年にはPTAの活動が認められ「文部大臣表彰」を受賞している。
1950年代から1960年代にかけて落成した2階建ての校舎や講堂（体育館）といった施設は、幾度の改修されながら閉校時まで50年近く利用され、2021年時点で設置されている一関市内の小中学校の各施設と比較しても最古の部類に値する。
生徒数は、記録が残る2000年度以降は増減を繰り返していたものの、2006年度の125人をピークに一関市の中心市街地からほど近い場所に位置していながらも、減少傾向が続いていた。一方で本校から約500メートルほど南に位置していた一関市立山目中学校（一関市山目字館）は、市内最多となる450人以上の生徒数が在籍しており各学年4学級以上を有する大規模校かつ、ほぼ横ばいの生徒数で推移していた。2012年頃には所在地を「一関市中里字太平山4」から「一関市蘭梅町104-1」へ変更されているのが確認できるが、移転などは行わなれなかった。

### 統合
最終年度の2014年度は78人（1年生23人、2年生35人、3年生20人）で、全学年が1学級となっていた当校は2015年3月22日に閉校式が挙行された。30年以上継承され続けてきた郷土芸能の「鶏舞」を披露したり、閉校記念碑の除幕式が執り行われた。
同年3月31日付で閉校した。延べ5,926人の生徒を送り出し、68年間の歴史に幕を閉じた。4月7日には新設の一関市立磐井中学校が山目中学校跡地に開校した。閉校から5年以上経った2023年時点でも校舎をはじめとした各施設は残存しており、校舎に至っては落成してから70年が経過した。

## 沿革
- 1947年（昭和22年）
  - 4月1日 - 中里村立中里中学校として開校[3][1]。
  - 11月3日 - 校章を制定（池田校長の図案に基づく）[3]。
- 1948年（昭和23年）4月1日 - 町村合併に伴い、一関市立中里中学校に改称[3]。
- 1950年（昭和25年）11月3日 - 校旗と校歌を制定[3]。
- 1953年（昭和28年）1月13日 - 独立校舎を落成[3]。
- 1954年（昭和29年）5月4日 - 講堂を落成（面積：3,498 m2）[3]。
- 1955年（昭和30年）7月6日 - 文部省より産業教育研究校に指定[3]。
- 1958年（昭和33年）4月11日 - 学校林を設置（中里字沢田242の1番地）[3]。
- 1961年（昭和36年）6月18日 - 理科準備室（面積：13.2 m2）、音楽室（52.8 m2）、東昇降口を落成[3]。
- 1963年（昭和38年）8月31日 - 岩手県中学校産業教育指定校に指定[3]。
- 1964年（昭和39年）11月3日 - テニスコートを設置[3]。
- 1967年（昭和42年）
  - 4月1日 - 環境緑化実験校に指定[3]。
  - 5月1日 - 道徳教育研究校に指定[3]。
  - 9月 - 音楽室を移転。校舎前に側溝を設置[3]。
  - 11月3日 - 同窓会を結成[3]。
- 1970年（昭和45年）5月19日 - 全国学校環境緑化コンクール「入選」[3]。
- 1972年（昭和47年）2月29日 - 県教育委員会・安全会岩手支部より表彰「学校安全優良校」[3]。
- 1978年（昭和53年）2月11日 - 創立30周年記念として新校旗を制定、体育館を増築、記念誌を発行[3]。
- 1979年（昭和54年）4月1日 - 昭和54年度中学校生徒指導研究推進校として指定[3]。
- 1981年（昭和56年）
  - 4月10日 - 校地西側の地滑り防止土留めと側溝工事が完工[3]。
  - 9月14日 - 一関西ロータリークラブよりあいさつ運動で表彰「学校賞」[3]。
- 1982年（昭和57年）9月27日 - 英語語学演習装置（LL）教室を設置[3]。
- 1985年（昭和60年）3月13日 - 一関市社会福祉協力校に指定[3]。
- 1989年（平成元年）4月 - 読売全国小中学校作文コンクール「全国特選」[3][1]。
- 1990年（平成2年）
  - 3月 - 小さな親切「全国表彰」、簡易保険「学校賞」[3][1]。
  - 4月1日 - 一関市教育委員会教育課体研究校に指定[3]。
- 1992年（平成4年）
  - 1月31日 - 体育館フロアとバスケットゴールを改修[3]。
  - 11月18日 - 文部大臣よりPTA活動が表彰[3][1]。
- 1993年（平成5年）4月27日 - 文部省生徒指導総合推進校に指定（1993・4年度）[3]。
- 1994年（平成6年）3月24日 - パソコン教室を設置[3]。
- 1995年（平成7年）8月8日 - ソフトテニス部が東北大会に出場[3]。
- 1996年（平成8年）
  - 2月9日 - 保健室を改修[3]。
  - 9月18日 - サッカーゴールを設置[3]。
- 1997年（平成9年）
  - 4月1日 - 岩手県社会福祉協力校に指定（3年間）[3]。
  - 11月8日 - 創立50周年記念式典を開催し、同窓会名簿を発行・学校案内板を設置[3]。
- 1998年（平成10年）
  - 4月1日 - 特殊学級（特別支援学級）を開設[3]。
  - 9月30日 - 校舎屋根を全面塗装[3]。
- 1999年（平成11年）3月31日 - LL教室を廃止。パソコン教室を移転[3]。
- 2000年（平成12年）3月10日 - 校内放送設備を更新[3]。
- 2001年（平成13年）
  - 1月10日 - 通学路「天国板[12]」を拡張[3]。
  - 3月15日 - 掲揚塔を改修[3]。
- 2011年（平成23年）3月11日 - 東北地方太平洋沖地震により各所が被災[13]。
- 2012年（平成24年）- 所在地を一関市蘭梅町104-1に変更[9][10]。
- 2015年（平成27年）
  - 3月22日 - 閉校式を挙行[1]。
  - 3月31日 - 一関市立磐井中学校への統合に伴い閉校[1][2]。

## 学校目標

### 教育目標
- 自ら求めて学ぶ意欲的な生徒（知）
- 明るく思いやりのある生徒（徳）
- 気力をもって体力づくりに励む生徒（体）

出典：

## 部活動

### 運動部
- 野球部
- サッカー部
- バレーボール部
- バスケットボール部
- テニス部

出典：

### 文化部
- 総合文化部

## 付属施設
主な施設のみ掲載。
- 体育館（3,498 m2[3]）- 校舎と接続
- 校庭
- テニスコート

## 生徒・学級数
2000年度以降は毎年度、生徒数と学級数を掲載。
| 年度                                          | 生徒数  | 増減 | 学級数 | 増減 | 出典   | 備考             |
| --------------------------------------------- | ------- | ---- | ------ | ---- | ------ | ---------------- |
| 1956（昭和31）年度                            | 約450   |      | 9      |      | [ 14 ] |                  |
| 2000（平成12）年度                            | 153     |      | 7      | －2  | [ 15 ] |                  |
| 2001（平成13）年度                            | 149     | －4  | 6      | －1  | [ 16 ] |                  |
| 2002（平成14）年度                            | 119     | －30 | 5      | －1  | [ 17 ] |                  |
| 2003（平成15）年度                            | 105     | －14 | 4      | －1  | [ 18 ] |                  |
| 2004（平成16）年度                            | 99      | －6  | 4      | 0    | [ 19 ] |                  |
| 2005（平成17）年度                            | 119     | 20   | 5      | 1    | [ 20 ] |                  |
| 2006（平成18）年度                            | 125     | 6    | 5      | 0    | [ 5 ]  |                  |
| 2007（平成19）年度                            | 106     | －19 | 3      | －2  | [ 21 ] | 開校60周年       |
| 2008（平成20）年度                            | 90      | －16 | 3      | 0    | [ 6 ]  |                  |
| 2009（平成21）年度                            | 87      | －3  | 3      | 0    | [ 22 ] |                  |
| 2010（平成22）年度                            | 83      | －4  | 3      | 0    | [ 7 ]  |                  |
| 2011（平成23）年度                            | 90（1） | 7    | 5（1） | 2    | [ 9 ]  | 特別支援学級設置 |
| 2012（平成24）年度                            | 80（1） | －10 | 4（1） | －1  | [ 11 ] |                  |
| 2013（平成25）年度                            | 86（2） | 6    | 4（1） | 0    | [ 11 ] |                  |
| 2014（平成26）年度                            | 78（1） | －8  | 4（1） | 0    | [ 11 ] | 閉校             |
| ※生徒数・学級数内の（）は特別支援生徒・学級数 |         |      |        |      |        |                  |

## 学区
- 一関市
  - 東五代、蘭梅町、新町、川辺、石畑、上日照、上坊、町浦
- 一関市山目
  - 山目一丁目 - 三丁目
- 一関市中里
  - 字沢田、字在家、字南白幡、字神明、字照井、字舟場
  - 字大平山（一部）

出典：

## 進学前小学校
- 一関市立中里小学校（一関市蘭梅町）

出典：

## アクセス
蘭梅山の中腹に位置していた。

### 鉄道
- 山ノ目駅（JR東日本・東北本線）から車で約4分、徒歩で約15分

### 自動車
- 県道260号・県道14号の中里小学校前交差点から市道経由で約3分

## 周辺
- 一関市立中里小学校
- 配志和神社
- 山目町郵便局